# Isabel Noronha
Isabel Noronha est une réalisatrice de cinéma mozambicaine.

## Biographie
Isabel Noronha est née en 1964 à Maputo, Mozambique.  Son père, médecin, est né à Goa, sous contrôle colonial portugais jusqu'en 1961. Sa mère est mozambicaine, et travaillait dans le domaine social.
Au début des années 1980, elle rencontre, Camilo de Sousa, le journaliste Machado da Graca et Luis Patriquim, un groupe de cinéastes impliqués dans la production de «O tempo dos leopardos (le temps des léopards)" premier long-métrage mozambicain en coproduction avec Yougoslavie. Le producteur, Camilo de Sousa, devient plus tard son mari. À l'âge de 20 ans, elle commence à travailler à l'Institut National du Cinéma comme directrice de production, réalisatrice et enquêtrice. 
Elle a été l'une des fondatrices de la première coopérative de production vidéo indépendante ( «Coopimagem») et de l'Association mozambicaine des Cinéastes. L'une de ces œuvres importantes est Trilogia das novas famílias, une trilogie documentaire sur les nouveaux modèles de famille au Mozambique, constitués des enfants orphelins à cause du Sida. 

## Prix et distinctions
Durant l'édition 2009 du festival Cineposible, elle obtient un prix pour son documentaire "Mãe dos netos",. Mélange d'animation et documentaire, ce film évoque les ravages du Sida à travers l'histoire de Granny Elisa , dont le fils et ses huit femmes mortes, la laisse seule avec 14 enfants dont elle doit prendre soin.
Au Festival du cinéma d'Afrique, d'Asie et d'Amérique latine de Milan de 2008, son film Ngwenya, o crocodilo, long métrage documentaire obtient le prix du meilleur documentaire « Fenêtre sur le monde ».

## Filmographie
- 2010 Espelho Meu (Espejito), essai, durée : 55 min, en coréalisation avec Vivian Altman, Irene Cardona, Firouzeh Khosrovani
- 2008 Mãe dos netos, documentaire, durée : 6 min, en coréalisation avec Vivian Altman essai, durée : 55 min, en co-réalisation
- 2008 Trilogia das novas famílias, documentaire, durée: 45 min
- 2007 Ngwenya, o crocodilo, long métrage documentaire, durée: 90 min
- 2004 Sonhos Guardados (Rêves gardés), documentaire, durée : 30 min[6]
- 1995 Mães da Terra
- 1992 Assim na cidade
- 1987 Hosi Katekissa Moçambique
- 1987 Manjacaze